# Alfred Baldia

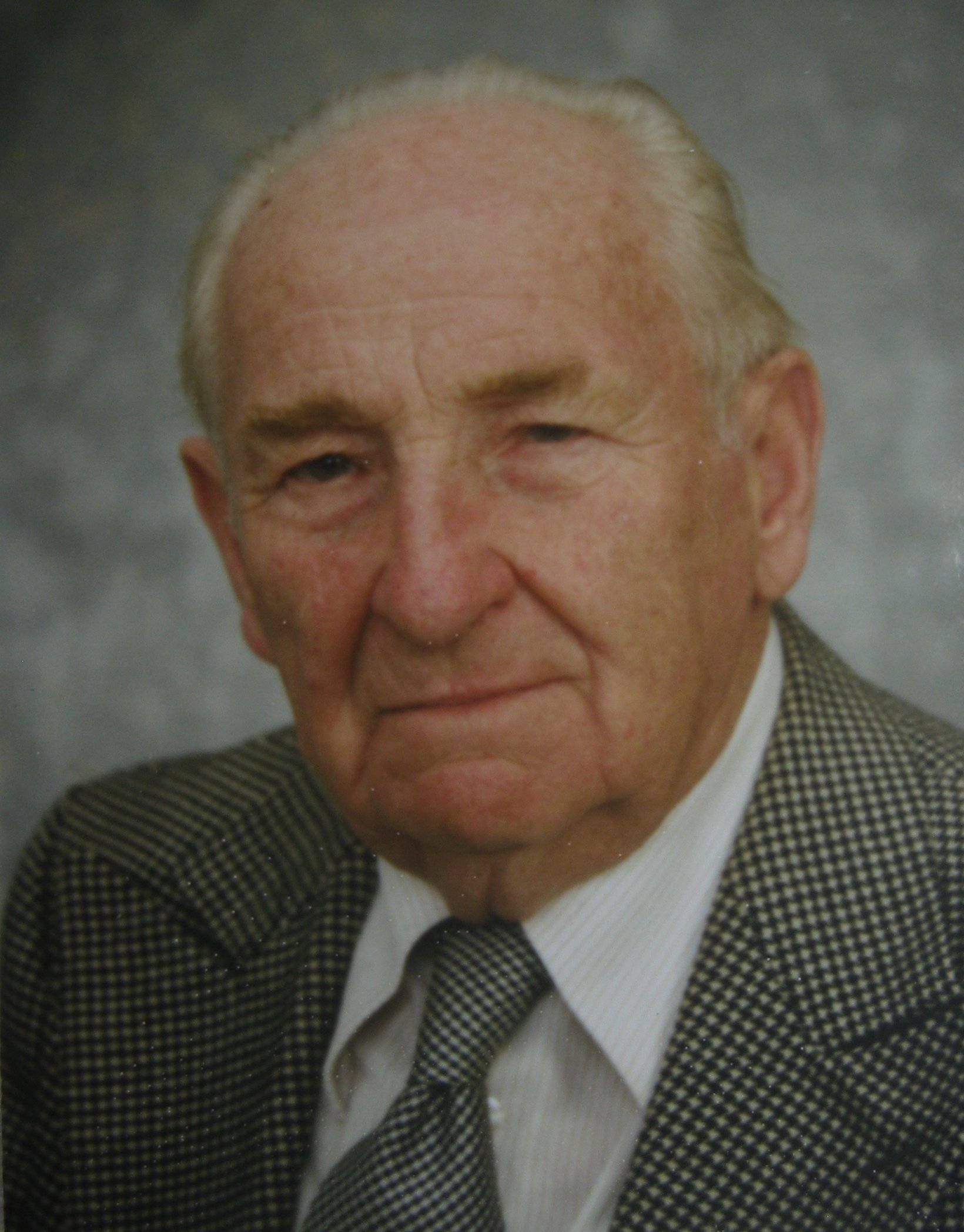
Alfred Baldia

Alfred Baldia (* 6. März 1913 in Wien; † 22. Dezember 1997 in Mistelbach (Niederösterreich)) war ein österreichischer Taubenzüchter und Unternehmer.

## Leben
Alfred Baldia wurde am 6. März 1913 in Ottakring, dem 16. Wiener Gemeindebezirk, als Sohn des Architekten Ferdinand Baldia (1860–1936) geboren. Schon als Knabe besaß er Tauben im Taubenhaus bei seinen Eltern in Ottakring. Anfangs waren es hauptsächlich Wiener Hochflugtauben, später auch Brieftauben. 1934 war er Mitbegründer des Vereins „1. Wiener Hochflugtauben-Züchter und Jauker-Klub XVI“ und bekam schon 1936 für seine „Hochflieger“ die erste Auszeichnung.
1935 konnte er mit einer seiner Brieftauben den ersten großen Wettflug von Marburg nach Wien gewinnen. 1939 musste er zur deutschen Wehrmacht einrücken und wurde nach mehreren Verwundungen 1943 zur Ausbildung zum Brieftaubenmeister auf die Heeresschule nach Berlin-Spandau geschickt. 1944 bekam er die Brieftaubenstelle der Bolfras-Kaserne in Mistelbach zugeteilt. Dort lernte er seine Frau Anna Steininger, eine Verwandte des ehemaligen Nationalratsabgeordneten Mathias Dersch (1865–1943) kennen, die er 1947 heiratete, und mit der er drei Kinder bekam. 1953 eröffnete der gelernte Konditormeister eine Café-Konditorei in Ladendorf (Niederösterreich) und 1958 ein Kaffeehaus. Im gleichen Jahr wurde ihm die Leitung des von der Gemeinde Ladendorf neu errichteten Freischwimmbades übertragen, welche man auf einen 1964 errichteten Natureislaufplatz erweiterte. 1965 gründete Alfred Baldia in Ladendorf den 1. Weinviertler Brieftaubenverein, mit dem er mehrere Taubenausstellungen organisierte. 1966 legte er die Preisrichterprüfung für Brieftauben ab. 1971 war er Mitbegründer des „Weinviertler Rassetaubenzüchterverein N 84“ in Laa an der Thaya. 1972 konnte Alfred Baldia seinen größten Erfolg bei den Brieftauben mit Erringung der Österreichischen Nationalmeisterschaft erreichen. Danach widmete er sich vermehrt wieder den Taubenrassen seiner Kindheit. Besonders die Erhaltung der Alt Wiener-Tümmler-Tauben wie den „Wiener Hochflugtauben“, „Wiener Gansel“, „Wiener Kurze“ und „Wiener Röserlschecken“ war ihm ein Anliegen. In den 1990er Jahren wurde er Obmann des „Komitees der vereinigten Wiener Tümmler Hochflugtaubenvereine in Wien“ und blieb es bis zu seinem Tod.
1996 wurde er mit seinen Tauben der Sparte „Wiener Kurze“ österreichischer Bundesmeister. 1997 und 1998 wurde sein Erfahrungsschatz in zwei Film-Dokumentationen der EPPS (European Pigeon Poultry Society) für die Nachwelt bewahrt.
Alfred Baldia wurde in Wien auf dem Ottakringer Friedhof beerdigt.

## Ehrungen
- Wiener Tierschutzverein „Dank und Anerkennung“ (Jänner 1952)
- Verbandsehrennadel in Gold und Ehrenmitgliedschaft des Verbands Österreichischer Brieftaubenzüchtervereine (Dezember 1993)
- Wappennadel in Silber der Stadtgemeinde Laa an der Thaya (8. März 1995)
- Für seine Verdienste um die Gemeinde wurde ein Park in Ladendorf „Alfred Baldia Park“ genannt.
- Silberne Ehrennadel des Landesverbands der Kleintierzüchtervereine für Niederösterreich (23. Januar 1996)
- RÖK-Ehrenzeichen in Silber des Rassezuchtverbands Österreichischer Kleintierzüchter (RÖK) mit Tier-, Natur- und Umweltschutz (23. Januar 1996)

## Galerie

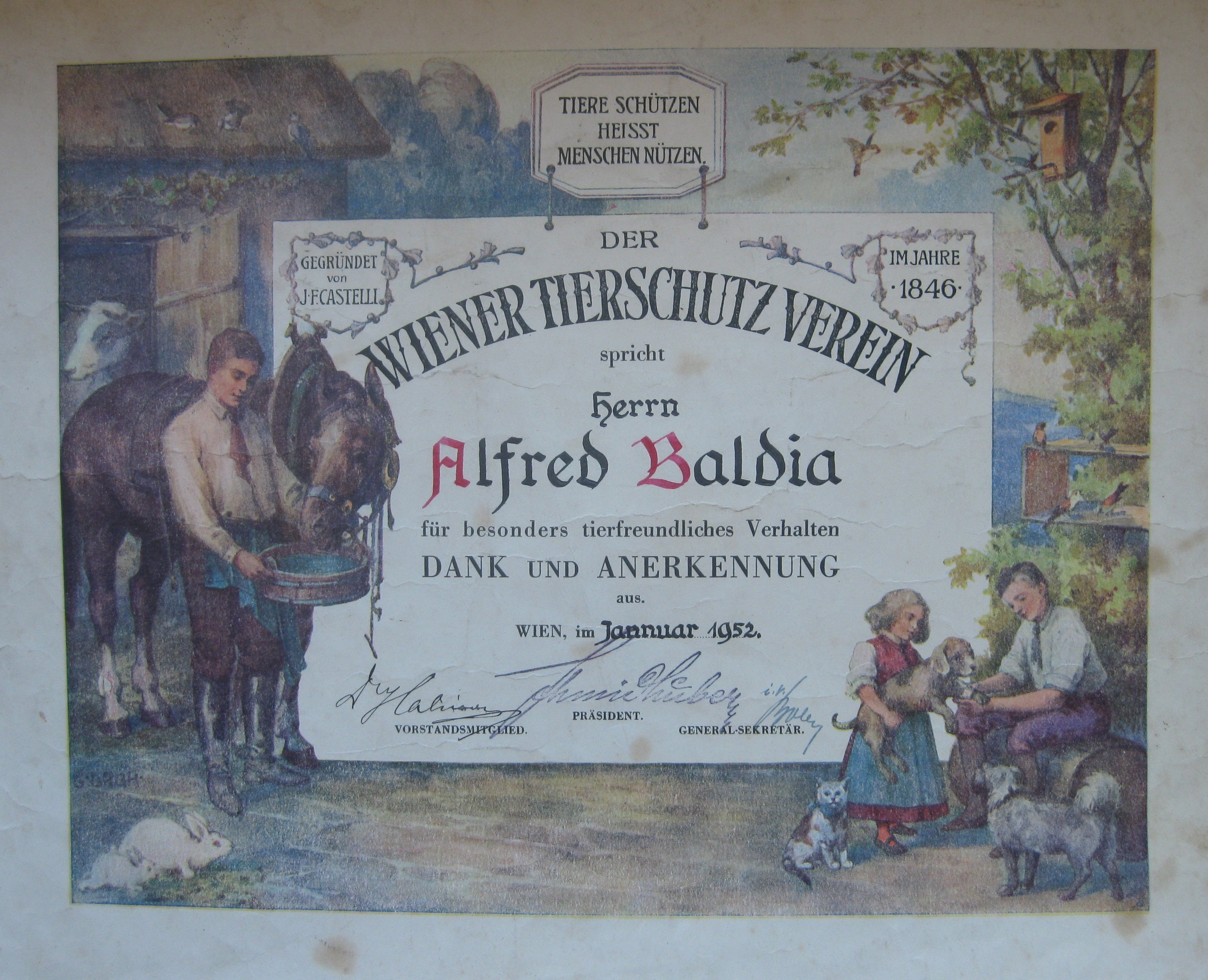
Dank und Anerkennung des Wiener Tierschutzvereins 1952
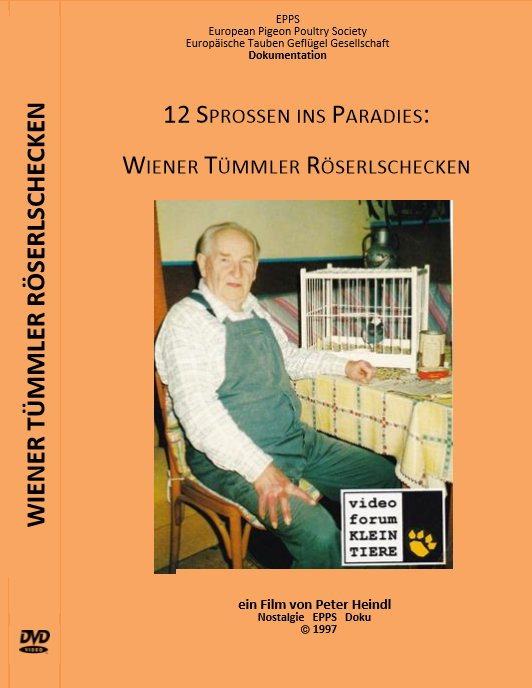
Alfred Baldia in der Filmdokumentation der EPPS
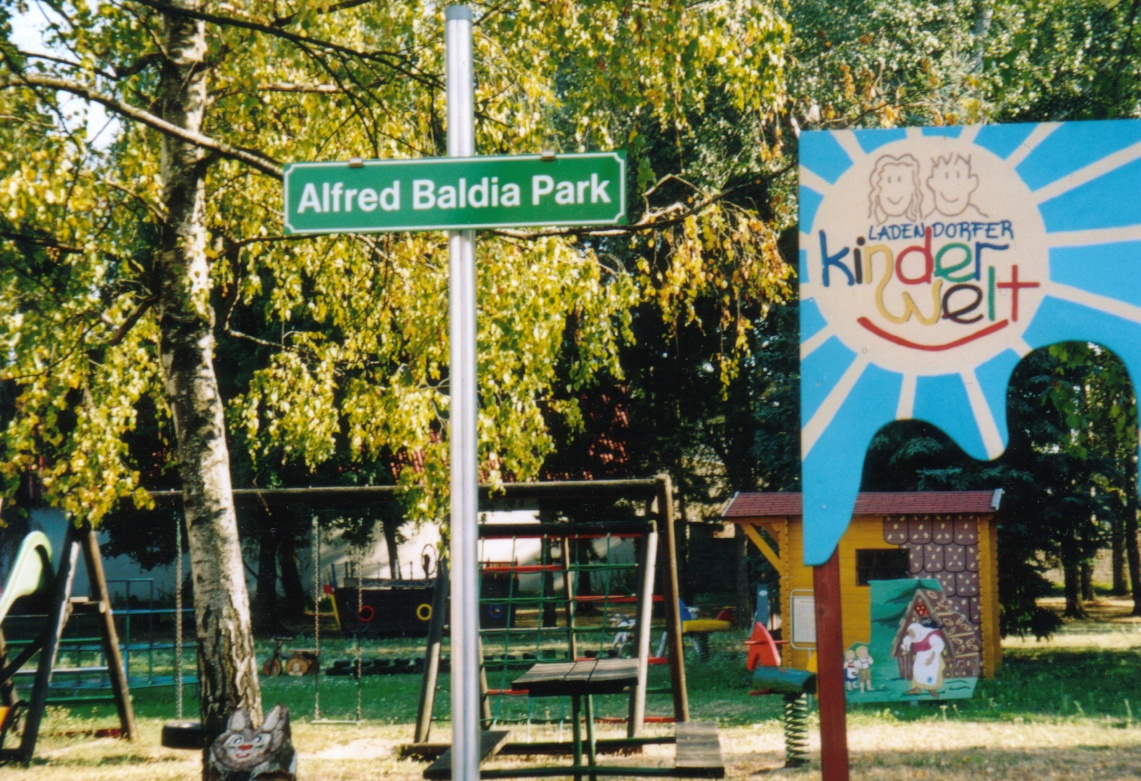
Alfred Baldia Park in Ladendorf